# 助任新橋
助任新橋（すけとうしんばし）は、徳島県の助任川中流部の国道11号に架かる平面の橋である。
西部は徳島市助任橋一丁目と徳島町三丁目を、東部は徳島市南常三島町三丁目と中徳島町二丁目を結んでいる。
上流部側にある隣の助任橋より新しくできたことからこの名がついた。
助任新橋より約100mほど下流部に大岡川、200mほど先に住吉島川の合流地点がある。助任橋とは50mほどしか離れていない。

## 周辺
- 徳島大学
- 専門学校徳島穴吹カレッジ
- 徳島新聞社